# Endoscopische retrograde cholangiopancreaticografie

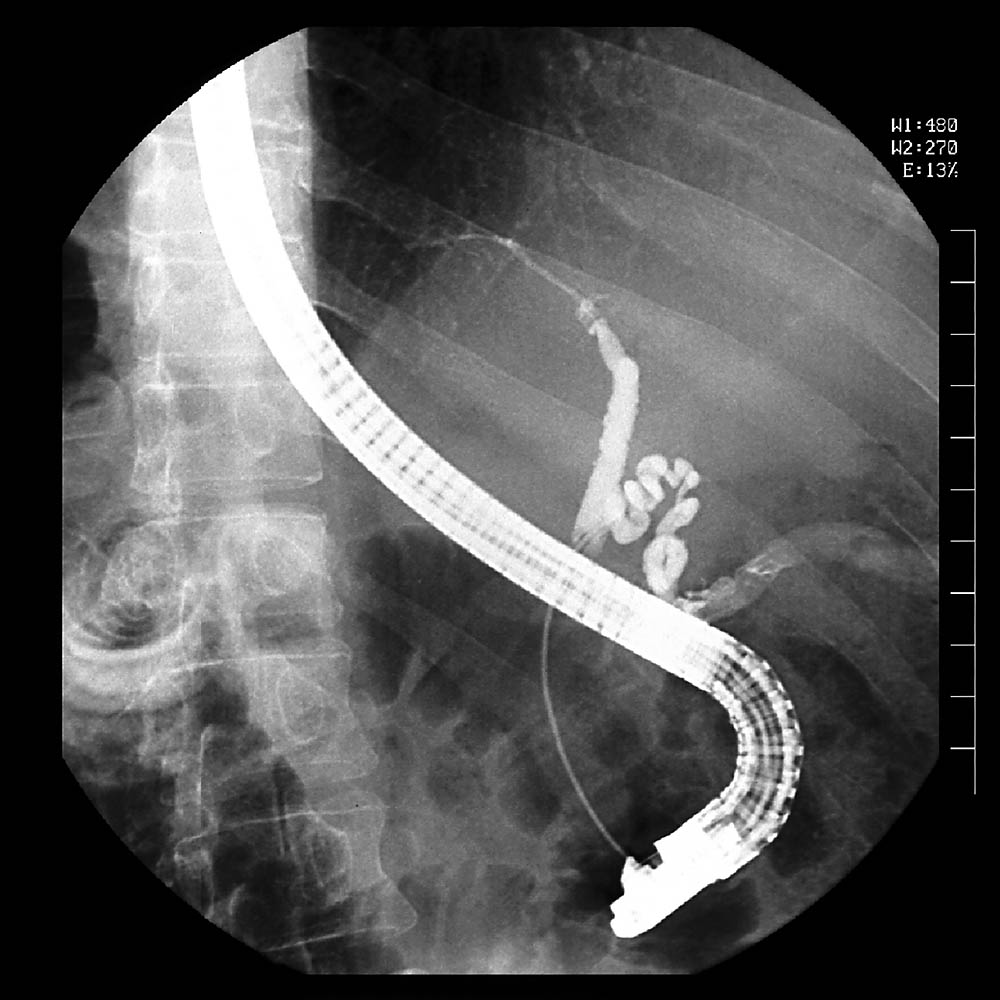
Röntgenfoto tijdens een ERCP-procedure

Endoscopische retrograde cholangiopancreaticografie of ERCP is een vorm van endoscopie, een medisch onderzoek om de galwegen af te beelden.
Bij een ERCP wordt een endoscoop door de mond van de patiënt naar binnen gebracht. Dit is een lange slang met glasvezel en aan het uiteinde een lens. Aan het andere uiteinde kan een videocamera worden bevestigd. Door de endoscoop kunnen verschillende instrumenten worden ingebracht. De endoscoop passeert de maag en komt dan in de twaalfvingerige darm. Daar bevindt zich de uitmonding van de galgang, die de papil van Vater wordt genoemd. Instrumenten kunnen worden opgevoerd in de papil van Vater. Als er dan contrastvloeistof in de galgang wordt gespoten, kunnen er röntgenfoto's worden gemaakt die de galgang afbeelden.
Afwijkingen die met een ERCP kunnen worden vastgesteld zijn galstenen in de galgang, een pancreaskopcarcinoom of andere aandoeningen van de galgang, maar er kunnen met een ERCP ook interventies worden uitgevoerd, zoals het verwijderen van galstenen uit de galgang of het plaatsen van een stent in de galgang. Een stent is een plastic of metalen buisje dat wordt ingebracht in de galgang als die vernauwd is en is ervoor om te zorgen dat de gal naar de darm kan blijven afvloeien. Een ERCP wordt meestal door een gastro-enteroloog uitgevoerd.
artroscopie ·
bronchoscopie ·
colonoscopie ·
cystoscopie ·
ERCP ·
gastroscopie · 
hysteroscopie ·
laparoscopie ·
laryngoscopie ·
oesofagoscopie ·
rectoscopie ·
sigmoïdoscopie ·
thoracoscopie ·
videocapsule-endoscopie